# 川中众厅
川中众厅，是位于中国福建省宁德市周宁县咸村镇川中村的一个清代古建筑，2016年入选周宁县第四批文物保护单位。
川中众厅始建于清朝顺治年间，乾隆十一年（1746年）毁于火灾，同时烧毁民房16座，乾隆十三年（1748）重建，民国三十六年（1947年）、2001年重修，坐北向南，建筑面积416平方米。由戏台、天井、大厅组成，天井两侧有双层厢廊与戏台相连，大厅面阔四间12.47米，进深七柱14.87米，穿斗抬梁式减金柱，硬山顶砖木结构，二层厢廊栏板饰有木刻彩绘《二十四孝》图。众厅前有众坪、鱼池、凉厅、门楼。